# Togo
Togo, hivatalosan Togói Köztársaság (franciául: République togolaise), nyugat-afrikai állam, fővárosa Lomé. Az országot nyugatról Ghána, északról Burkina Faso, keletről Benin és délről a Guineai-öböl határolja. Míg a hivatalos nyelv a francia, más nyelveket is beszélnek, különösen a gbe család nyelveit. Az ország gazdag kulturális örökséggel rendelkezik és az ewék, valamint más etnikai csoportok hagyományai a mai napig meghatározóak. Az egykori német gyarmat a függetlenségét 1960-ban nyerte el Franciaországtól.
Togo egy trópusi ország, amelynek gazdasága leginkább a mezőgazdaságtól függ. Az ország gazdag foszfátban, amely az egyik legfontosabb exportcikke. Egyéb ásványkincsek a mészkő és a márvány. Termékeny talajai lehetővé teszik a mezőgazdaságot, különösen kakaó, kávé és pamut termesztését. Togo hosszúkás formája miatt jelentős földrajzi különbségek vannak az északi és a déli területek között, mind éghajlatban, mind domborzatban. Az Atakora-hegység fontos határt képez az ország éghajlati és ökológiai zónái között. A Guineai-öböl mentén homokos strandok találhatóak, amelyeket turisztikai célokra is használnak.  
Az ország többek között az ENSZ, az Afrikai Unió, a Nyugat-afrikai Államok Gazdasági Közössége (ECOWAS), a Világbank és a WTO tagja.

## Etimológia
Togo nevének jelentése az ewe nyelvű togodo szóból ered, aminek jelentése: „a tó mögött”. Ez utalás a Togo-tóra. Maga a Togo név is az ewe nyelvben egyszerűen tavat vagy morotvát, esetleg a folyó innenső oldalát jelentheti.

## Földrajz

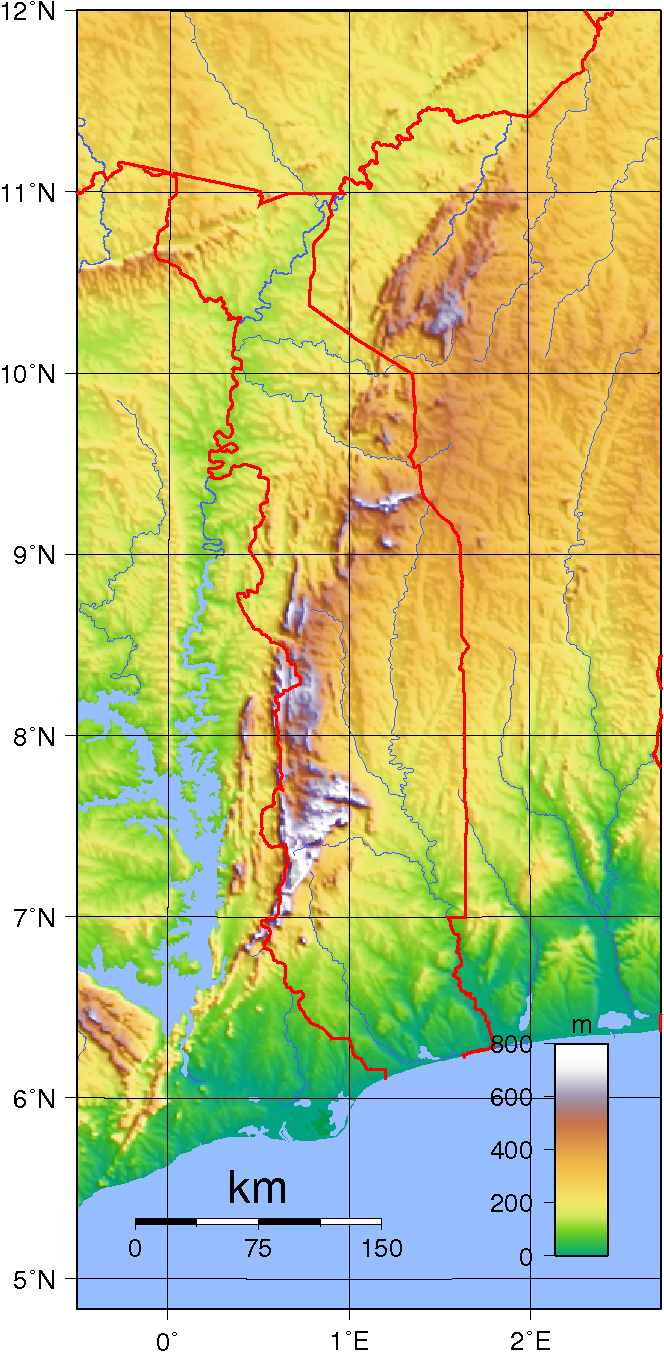
Togo domborzati térképe

Az országot nyugatról Ghána, keletről Benin, északról pedig Burkina Faso határolja. Az Atlanti-óceán, pontosabban a Guineai-öböl partján helyezkedik el. Területe 56 785 km², ami nagyon kicsinek számít Afrikában, de stratégiai fekvése és gazdasági lehetőségei miatt fontos szerepet játszik a régióban. 

### Domborzat
Az ország délen mindössze 53 km-es partszakaszon érintkezik a Guineai-öböllel, észak felé pedig Benin és Ghána közé ékelődve 70–140 km széles és keskeny sávban 600 km-re nyúlik a kontinens belsejébe. A tengerpartot csendes lagúnatavak övezik. A déli országrészt a part mentén termékeny, 30–50 km széles alföld (Terre de barre) övezi; ez észak felé alacsony fennsíkba megy át. Délnyugat-északkelet irányban az egész országon áthúzódik a Togo-hegység, amely legmagasabb csúcsa az Agou (986 m).

### Vízrajz

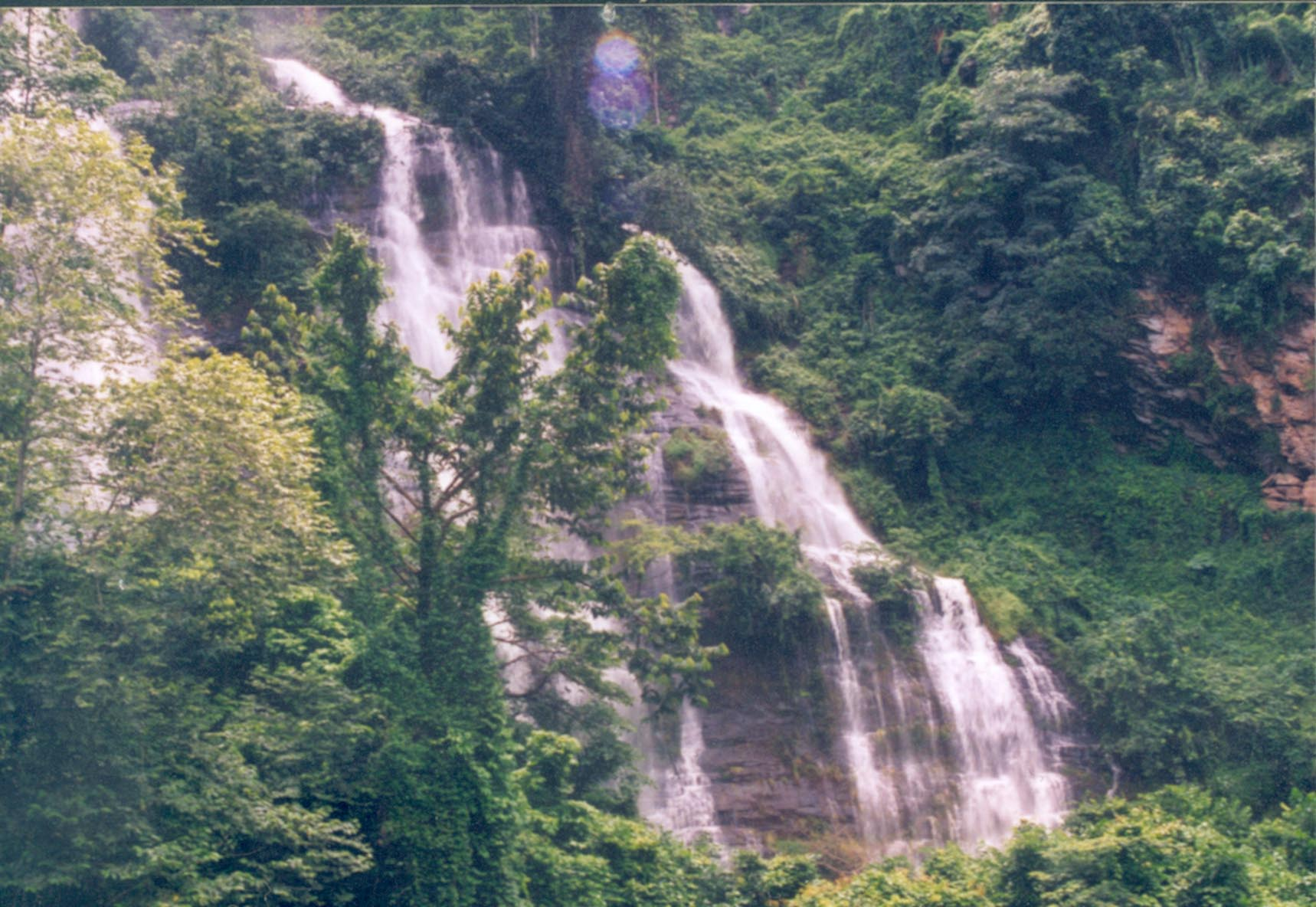
Vízesés Kpalimé közelében

Az ország vízrajzát két medence határozza meg: az Oti folyó, amely Benin északi részétől indul, majd a Volta-tavat (Ghána) táplálja, és a Mono folyó vízgyűjtője, amely a Togo-hegységben ered, hogy azután a tengerparti síkságra és a Guineai-öbölbe áramoljon. A Mono táplálja a Nangbéto mesterséges tavat. A tenger közelében hatalmas lagúna található, amelynek legfontosabb részét Togo-tónak hívják; a tengertől egy keskeny szárazföldi szakasz választja el, ahol sűrűn lakott és megművelt terület található.

### Éghajlat
Togóban a trópusi éghajlat kétféle változata alakult ki. A parton az Egyenlítő vidékére jellemző két esős évszak a legmagasabb napállást követi, míg a belső országrészben az egyetlen esős évszak a nyári félévet foglalja magába. A tengert a mélyből feláramló víz hűti, ennek köszönhetően a partvidék viszonylag száraz, csapadékösszege évi 900 mm. A Togo-hegység 1400–1700 mm esőt kap, az Oti-medence 1000–1200 mm-t. Észak felé az évi középhőmérséklet (24-26 °C) enyhe évszakos ingadozása kissé fokozódik.
Éghajlata délről észak felé haladva trópusiból fokozatosan szavanna éghajlatúvá változik. Az esős évszak májustól októberig tart. A déli területen július közepétől szeptember közepéig van egy szárazabb időszak. Északabbra nincs ilyen, de összességében az éghajlat északabbra szárazabb.
A harmattan szél időszaka után, február közepétől április közepéig van a legforróbb időszak az egész ország területén. A legszárazabb időszak novembertől februárig tart.

### Élővilág, természetvédelem
A természetes növénytakaró az éghajlattal összhangban magas füvű szavanna, amelyet délen sűrű ligetek, északon már inkább csak magányosan álló akáciák élénkítenek. A száraz évszak perzselő északkeleti szelétől, a harmattantól védett hegyvidéki lejtőkön s a folyók mentén sűrű örökzöld erdők is előfordulnak.
A nagyobb emlősöket vagy teljesen kiirtották vagy azok elhagyták az ország területét, így ezek az állatok a nemzeti parkokból is hiányoznak. A megmaradók között vannak majmok, bivalyok és antilopok, ezek az északi területeken találhatók. Krokodilok és vízilovak élnek a folyókban.
A hagyományosnak tekinthető, a természetet a végletekig kizsákmányoló gazdálkodás azt jelenti, hogy a termőföldek területének növelése érdekében az őserdőket felégetik, hogy ott gazdasági tevékenységet folytassanak. Ezt elősegíti, hogy a kormányzat ebbe a folyamatba nem avatkozik bele, nem cél a természeti környezet állapotának megóvása vagy az okozott károk helyreállítása. Ehhez hiányzanak a pénzügyi erőforrások is.
Az ország az elefántcsont ismert tranzitpontja a térség más részei számára.
Az orvvadászat mértéke az elmúlt években emelkedett az egész kontinensen. Jól felfegyverzett bűnöző bandák elefántokat ölnek meg, és orrszarvúakat a szarvuk miatt, hogy azokat Ázsiába szállítsák  dísztárgyak készítésére és állítólagos gyógyhatású szerek előállítására.

#### Nemzeti parkjai
Togóban három nagyobb nemzeti park található, amelyek fontos szerepet játszanak az ország turizmusában.
- Fazao-Malfakassa Nemzeti Park szabdalt hegyvidéki területen Togo legnagyobb érintetlen erdeje, trópusi esőerdőkkel és dombos tájakkal;
- Keran Nemzeti Park az ország északi részén fekszik, árterületen, gazdag szavanna élővilággal;
- Fosse aux Lions: aránylag sűrűn lakott területen sokféle nagy testű állat, köztük elefántok.

A védett területek az ország területének 11%-át teszik ki.

## Történelem
A 11.-től a 16. századig terjedő időszakban különböző törzsek érkeztek a térségbe minden irányból: az ewe nép a mai Nigériából és Beninből, a mina és a guin nép Ghánából. A portugál hajósok 1471-1473 között jelentek meg először a togói partokon. A következő századokban a terület lakossága sokat szenvedett a rabszolga-kereskedelemtől, s a korabeli térképek is „Rabszolgapart” néven tüntették fel.

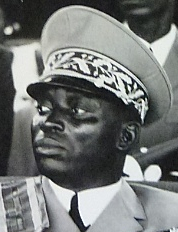
Gnassingbé Eyadéma, aki 38 éven keresztül volt Togo diktátora

A 19. század derekán kibontakozó francia-német vetélkedésből az utóbbi került ki győztesen: 1884-ben Gustav Nachtigal és Mlapa törzsfőnök szerződése német védnökség alá kényszerítette Togót. Németország egyik legrendezettebb gyarmata lett Togoland, amelyet "mintagyarmatként" emlegettek. A németek infrastrukturális fejlesztéseket hajtottak végre, például utak és vasutak építését, valamint a kakaó és kávétermesztés fellendítését. 1919-ben a németek által gyarmatosított terület a Népszövetség égisze alatt brit és francia mandátum lett. A nyugati része brit Togoland, a keleti része francia Togoland nevet kapta. 1956-ban népszavazást tartottak, amelynek eredményeként brit Togoland Ghánához csatlakozott. A mai állam a francia mandátumterület, Kelet-Togo utódaként 1960-ban jött létre, egészen pontosan 1960. április 27-én függetlenné vált Togói Köztársaság néven. Togo lett az első francia gyarmat Afrikában, amely elnyerte a függetlenségét. Első elnöke Sylvanus Olympio volt, aki a függetlenségi mozgalmat vezette. Olympio kormányzása alatt Togo semleges politikát folytatott, de belső feszültségek és gazdasági problémák nehezítették az ország helyzetét. 1963. január 13-án katonai puccs során meggyilkolták, amely Nyugat-Afrika első katonai puccsa volt. A puccsista katonatiszti csoportot Etienne Eyadéma Gnassingbe őrmester vezette. A puccs után köztársasági elnökké Nicolas Grunitzkyt nevezték ki. 1967. január 13-án vértelen puccsal Gnassingbé Eyadéma megfosztotta hatalmától Grunitzkyt, és beült az elnöki székbe, amit megőrzött 2005. február 5-én bekövetkezett hirtelen haláláig. 38 évet töltött a hatalom csúcsán, ezzel ő Afrika leghosszabban hatalmon maradt diktátora. Uralma alatt Togo tekintélyelvű rezsimmé vált, miközben gazdasági stagnálás és politikai elnyomás jellemezte az országot.
A katonák fiát, Faure Gnassingbét ültették az elnöki székbe. Az ő elnöksége széles körű nemzetközi tiltakozást váltott ki, kivéve Franciaországot. Rövid ideig tartott. Faure Gnassingbe felállt székéből, de a két hónappal később tartott választást megnyerte és azóta hatalomban van. Az ellenzék szerint csaltak a szavazáson.
Togo politikai és gazdasági helyzete napjainkban is kihívásokkal teli. Politikailag instabil, mivel továbbra is ellentmondásos választások és tiltakozások jellemzik az országot. Nemzetközi nyomásra ugyan lassú demokratikus reformok zajlanak, de a Gnassingbé család továbbra erős befolyással bír. Az ország jelentős foszfátkészletekkel rendelkezik, de a gazdaság többnyire a mezőgazdaság exportjára támaszkodik.

## Államszervezet és közigazgatás

### Törvényhozás, végrehajtás, igazságszolgáltatás
Togo 1967 óta elnöki köztársaság. 2005-ben bekövetkezett haláláig Gnassingbé Eyadéma kormányzott diktatórikusan. Halálát követően egy alkotmánymódosítás árán, több vitatott hitelességű választást követően[forrás?] fia, Faure Gnassingbé az ország vezetője.
A Nemzetgyűlés (Assemblée Nationale) 81 képviselőből áll. Az államfőt 5 évente választják újra. 2002 óta a Rassemblement du Peuple Togolais (RPT) nevű párt 72 helyet birtokol a parlamentben.

### Közigazgatás
Togo öt régióra és 23 prefektúrára van felosztva.
Togo régiói (zárójelben a székhellyel), alpontokban a prefektúrák:

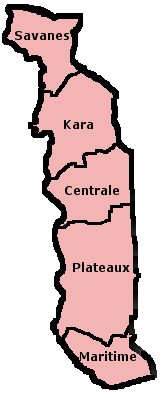
régiók

- Centrale (Sokodé)
  - Blitta
  - Sotouboua
  - Tchamba
  - Tchaudjo
- Kara (Kara)
  - Assoli
  - Bassar
  - Bimah
  - Doufelgou
  - Kéran
  - Kozah
- Maritime (Lomé)
  - Golfe
  - Lacs
  - Lomé
  - Vo
  - Yoto
  - Zio
- Plateaux (Atakpamé)
  - Amou
  - Haho
  - Kloto
  - Ogou
  - Wawa
- Savanes (Dapaong)
  - Oti
  - Tône

## Népesség

### Általános adatok
- Írástudás

15 éves kor felett tud írni és olvasni: (2015-ös adatok) 
teljes népesség: 63,7%
férfi: 77,3%
nő: 51,2%
A kor szerinti eloszlás nagyon egyenetlen; a togóiak majdnem fele 15 éven aluli.

### Népességének változása
| Lakosok száma | 1 580 513 | 1 774 029 | 2 247 575 | 2 642 853 | 3 252 995 | 3 887 716 | 4 504 291 | 5 397 851 | 6 337 000 | 9515.24 |
|               | 1960      | 1966      | 1972      | 1979      | 1985      | 1991      | 1997      | 2004      | 2010      | 2024    |

### Etnikai, nyelvi megoszlás
Togo lakossága 21 etnikumból tevődik össze: we-adja 40,1%, temba-kabre 23,1%, akebou 13,2%, gurma 9,7%, ana-ife 6,8%, nem afrikai 0,99%, egyéb 6%.
Az egyes etnikumok kulturálisan elkülönülnek egymástól, azaz őrzik a saját hagyományaikat.

### Vallási megoszlás
A lakosság kb. 55-50%-a törzsi vallású, 30%-a keresztény (12% katolikus, 18% protestáns), 20%-a szunnita muszlim.

## Gazdaság

### Általános adatok
A lakosságnak csak 36%-a kap elektromos ellátást (2017).

### Gazdasági ágazatok

#### Mezőgazdaság
Gazdaságának fő ágazata a mezőgazdaság (köles, cirok, kukorica, kávé, kakaó, manióka, jamgyökér, gyapot, földimogyoró termesztése).
A lakosság zöme a mezőgazdaságban dolgozik. Élelmiszerekből önellátó az ország, csak aszályos években szorulnak behozatalra. A gyéren lakott szavannákon állattenyésztés (kecske, juh) folyik.

#### Ipar
Földje jelentős foszfátkészleteket hordoz és ezt termelik ki. Jelentősebb még az élelmiszer feldolgozás, cementipar, kézművesipar, textilipar, italgyártás.

#### Külkereskedelem
- Fő exportcikkek: gyapot, foszfát, kávé, kakaó
- Fő importcikkek: gépek és eszközök, élelmiszerek, kőolajtermékek[11]

Fő partnerek 2017-ben :
- Export:  Benin 16,7%,  Burkina Faso 15,2%, Niger 8,9%, India 7,3%, Mali 6,7%, Ghána 5,5%, Elefántcsontpart 5,4%, Nigéria 4,1%
- Import:  Kína 27,5%,  Franciaország 9,1%, Hollandia 4,4%, Japán 4,3%

## Közlekedés
A togói közlekedési hálózat – az afrikai kontinens szegény országaira jellemzően – katasztrofális állapotú. 568 km-es, 1000 mm nyomtávú vasúthálózata van. Két vasútvonala van, az egyik Lomé és Blitta között húzódik, ez elágazik Tsévié előtt Tabligbóig. A másik vasútvonal Kpémé-ből indul és kétfelé ágazik. Mindkét vasútvonal teherszállításra szolgál. Nemzetközi vasúti összeköttetése nincs.   A vasúthálózat központjának Lomé tekinthető.
A közutak hossza 7520 km, ebből 5144 km rendelkezik szilárd burkolattal. Autópálya nincs. Az esős időszakban a nem szilárd útburkolatú utak járhatatlanná válhatnak. Buszjárat az ország fővárosára és fő útjaira korlátozódik.

Vízi közlekedés a Mono alsó 50 km-es szakaszán zajlik. Fontos kikötőváros Kpémé (foszfát export) és Lomé, ahol 1968-ban mesterségesen hozták létre a kikötőt. Lomé kikötője a környező, tengertől elzárt szomszédos országok számára is fontos csomópont.

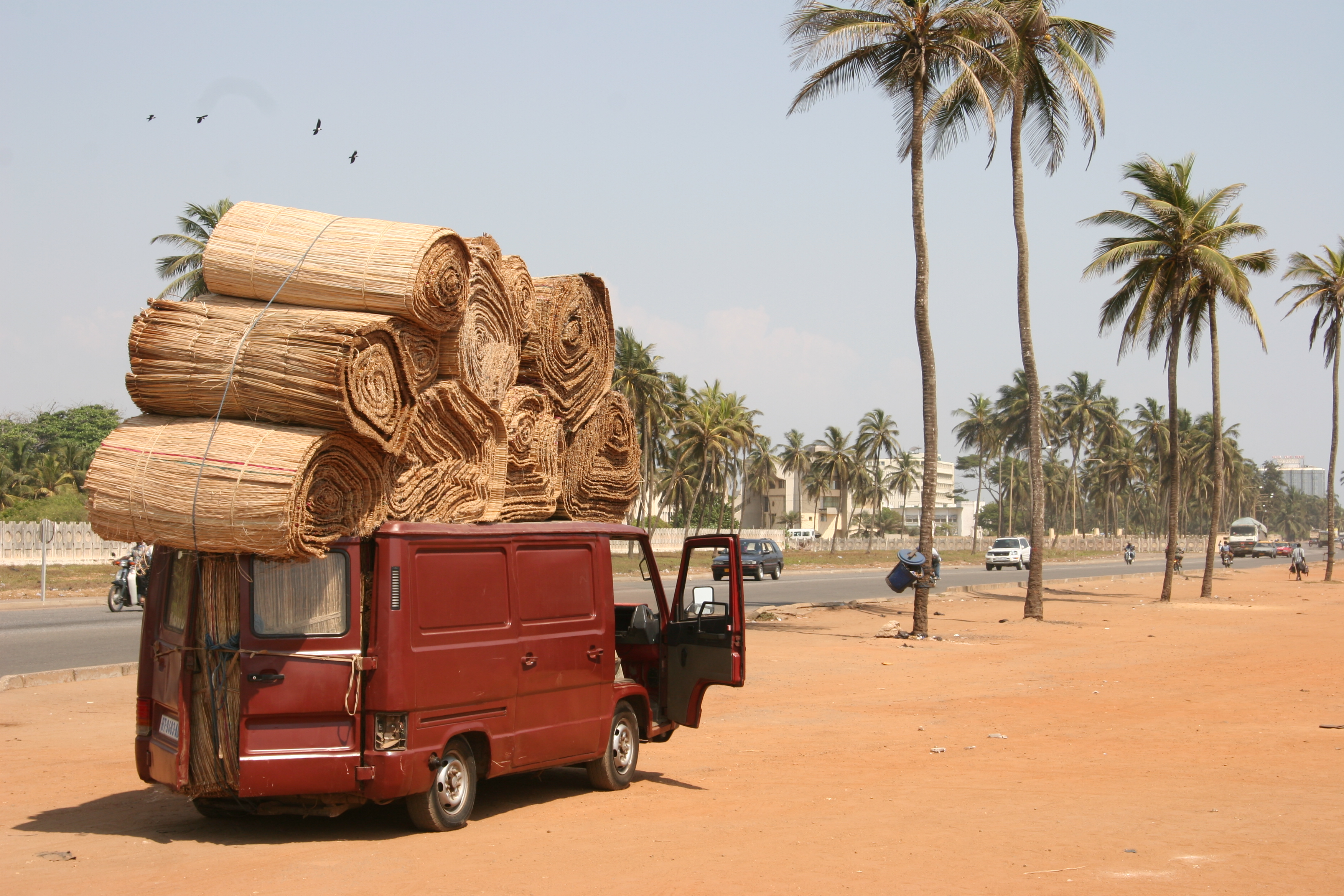
Az áruszállítás egy módja

Az országnak 8 reptere van, ebből 2 szilárd burkolatú, a többi füves. Az ország fő, nemzetközi repülőtere Lomé közelében található (Lomé-Tokoin nemzetközi repülőtér). A másik nemzetközi repülőtér Niamtougou-ban található. További, helyi forgalomra szolgáló repülőterek: Atakpamé, Sokodé, Sansanné-Mango és Dapaong.

## Telekommunikáció
| Hívójel prefix | 5V |
| ITU zóna       | 46 |
| CQ zóna        | 35 |

## Kultúra

### Oktatási rendszer
Az oktatási rendszer francia modellen alapul. A kötelező általános iskola hat évestől 12 évesig tart. A középiskola 12 éves kortól kezdődik, egy négyéves ciklust és egy háromévest foglal magában.

### Kulturális intézmények
A Lomé-i egyetemet 1970-ben alapították. Francia nyelven folyik az oktatás. Humán és műszaki tanszéke is van. Ugyancsak Lomé-ban található az építészeti és várostervezési főiskola. Ezt 1975-ben alapította az African and Mauritian Common Organization nevű szervezet.
A Kara-i egyetemet 1974-ben alapították. Itt humán és művészeti oktatás folyik, de van jogi és politikai kara is.

#### Kulturális világörökség
Az UNESCO kulturális világörökségnek ismerte el az alábbi helyszínt:
- Koutammakou, a batammaribák vidéke.

### Művészetek
Az ország legismertebb írója Tété-Michel Kpomassie. Önéletrajzának címe: An African in Greenland (=Egy afrikai Grönlandon). A művet 1981-ben adták ki az USA-ban.

### Hagyományok, néprajz
Togo az egyes népcsoportoknak megfelelően többféle, egymástól eltérő kulturális hagyománnyal rendelkezik.
Az ewe népcsoport temetési szertartása animista vonásokat mutat. Hitük szerint az elhunyt személy dzsotó-ja (reinkarnálódó szelleme) újjászületik a következő születendő gyermekben ugyanabban a nagyobb famíliában. Ugyanakkor a luvo (=halál lélek), aki ugyanahhoz az elhunythoz tartozik, az élők között bolyong egy darabig, akiknek keresi a figyelmét, és emiatt káoszt vagy rombolást is okoz. A temetési szertartás egyik fontos feladata a lélek megszabadítása, hogy az visszatérhessen és újból megszülessen. A temetési szertartás sokszor napokig tartó dobolással és rituális tánccal jár, amik funkciója ennek beteljesítése.

### Gasztronómia
Alapvető hozzávalók a kukorica, rizs, köles, tápióka, jamgyökér, vaddisznó és kecskehús, valamint bab. A fehérjeforrást elsődlegesen a hal jelenti. Az ételeket többnyire otthon fogyasztják el, de  országszerte vannak étellel szolgáló árusok és étkezdék is.
Az afrikai elemeken túl német és francia kulináris hatásokkal is kombinálódik a togói konyha. Többféle szószt és pástétomot találni, melyek padlizsánból, paradicsomból, spenótból és halból készülnek. Az árusok leggyakoribb kínálatai a földimogyoró, rántották, francia brochette, főtt kukorica és garnélarák. Megtalálható még a francia baguette is.
Állítanak elő vörös- és fehérborokat, illetőleg sört.

### Média
Bár az alkotmány elvileg biztosítja a szólásszabadságot, ez a gyakorlati életben korlátozva van. Az újságok gyakran cenzúrázzák a saját cikkeiket, hogy azok megjelenhessenek.
A rádió népszerű hírközlési eszköz, főleg vidéken. Az állami ellenőrzés alatt működő állomások mellett magánkézben lévő rádiók is léteznek. Az adás francia, angol vagy a helyi nyelvek valamelyikén folyik.
A tévéadások csak kisebb területen foghatók, és nagyrészt állami kézben vannak.
A nyomtatott sajtó jelentősebb képviselői: Togo-Presse (állami irányítás alatt), a továbbiak mérsékelten ellenzéki kiadványoknak tekinthetők, amik heti gyakorisággal jelennek meg: Carrefour, Le Combat du Peuple, Le Crocodile, Motion d’Information és a Le Regard. Valamennyi újságot az 1990-es években hozták létre.

## Turizmus
Togo az USA és az európai turizmus egyik fő célpontja Nyugat-Afrikában. A fő látnivalók az érintetlen strandok, de a turizmus egy része a természeti (nemzeti parkok, a Togo-hegység) és a kulturális (a helyi lakosság falvai) úti célok felé irányul. A politikai instabilitás és a diktátorrendszer jelenléte az utóbbi évtizedekben a látogatók csökkenését okozta.
Kormányzati épületeket tilos fényképezni vagy filmezni. Beutazás előtt vízumot kell szerezni, amit ha a határon adnak ki, akkor hét napra érvényes. A követségek 30 napra érvényes vízumot is ki tudnak adni, ezt legalább 1 nappal a beutazás előtt kell igényelni.

### Főbb látnivalók
- Kpalimé környéki táj
- Togo-tó és a környező települések. A vudu-kultusznak szintén központja.
- Kandé területének (az északi Kara régió) falvai és tája
- Koutammakou (Batammariba) hagyományos házai (a világörökség része)
- Kéran Nemzeti Park, az egyik legnagyobb elefántszámú populációval Nyugat-Afrikában

## Sport

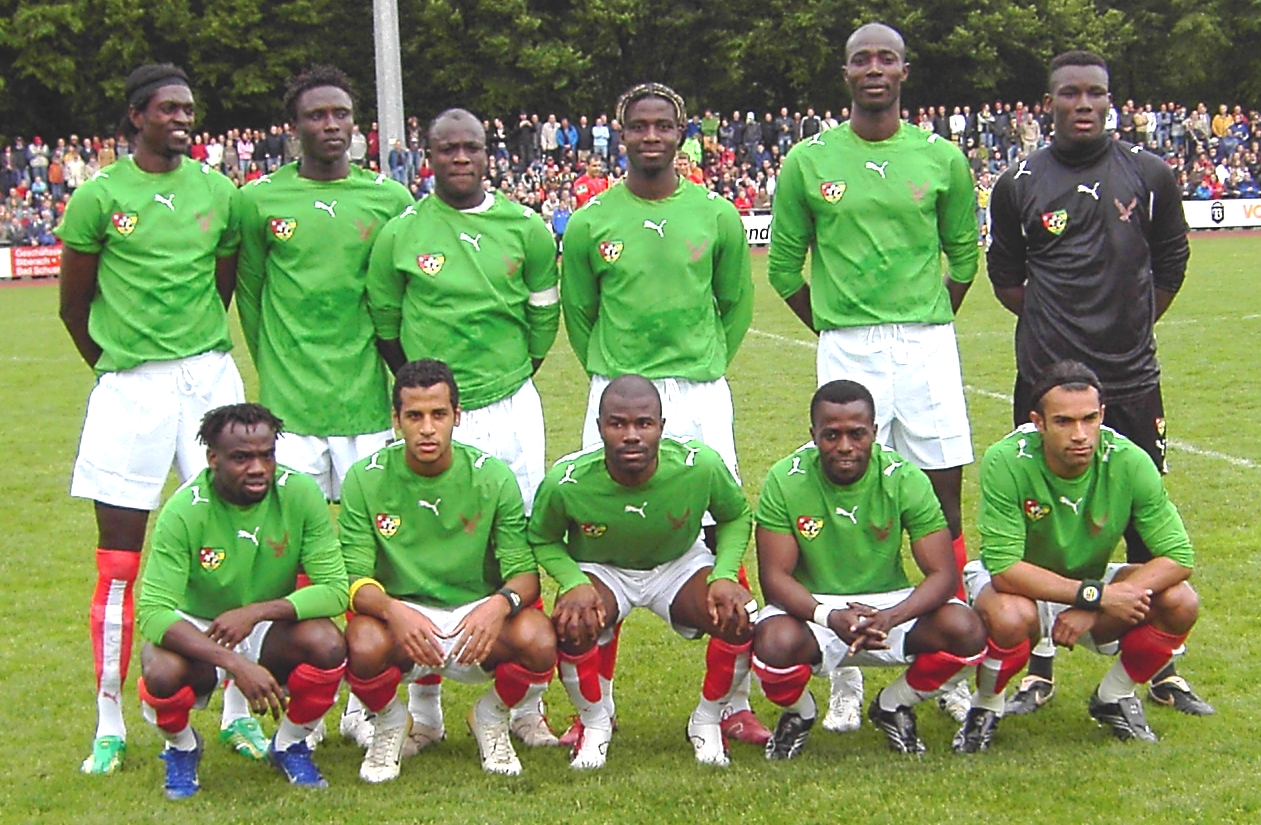
A nemzeti futball válogatott (2006)

### Labdarúgás
Sok más államhoz hasonlóan Togo területén is népszerű a labdarúgás, de nem rendelkeznek kiugró eredményekkel. A nemzeti labdarúgó-válogatott a 2006-os vb-n a csoportkörben búcsúzott pont nélkül egy rúgott góllal (Mohamed Kader lőtte Dél-Korea ellen).
Az Afrikai nemzetek kupáján sokszor szerepeltek, legjobb eredményük 2013-ból való, amikor is a negyeddöntőbe jutottak, de kikaptak a későbbi ezüstérmes Burkina Faso ellen. A csapat egyik nagy tragédiája akkor következett be, amikor az angolai tornára (2010) utazva lázadók támadtak a csapat buszára, aminek következtében négy ember meghalt, s visszaléptek a tornától. Később visszakoztak, de a kormány nyomására végül is kihagyták a megmérettetést.
Leghíresebb labdarúgójuk Emmanuel Adebayor, aki játszott az Arsenal, a Real Madrid és a Tottenham csapatában is.

### Olimpia
A nyári olimpiai játékokon 1972-től vesznek részt. Egyetlen érmüket (bronz) Benjamin Boukpeti nyerte szlalom - férfi kajak egyesben 2008-ban Pekingben.
Téli olimpián először 2014-ben vettek részt.

## Ünnepek
| Dátum         | Elnevezés           | Helyi név                 | Megjegyzés                                             |
| ------------- | ------------------- | ------------------------- | ------------------------------------------------------ |
| Január 1.     | Újév                | Jour de l'an              |                                                        |
| Január 13.    | Felszabadulás napja | Fête de l'indépendance    | Az első elnök, Sylvanus Olympio meggyilkolásának napja |
| Mozgóünnep    | Húsvéthetfő         | Lundi de Pâques           |                                                        |
| Április 27.   | Függetlenség napja  | Fête de l'indépendance    |                                                        |
| Május 1.      | A munka ünnepe      | Fête nationale du travail |                                                        |
| Mozgóünnep    | Mennybemenetel      | Ascension                 |                                                        |
| Mozgóünnep    | Húsvéthétfő         | Lundi de Pentecôte        |                                                        |
| Június 21.    | Mártírok napja      | Jour des martyrs          |                                                        |
| Augusztus 15. | Mária mennybevétele | Assomption de Marie       |                                                        |
| November 1.   | Mindenszentek       | Toussaint                 |                                                        |
| December 25.  | Karácsony           | Noël                      |                                                        |